# Morenchies
Morenchies est une ancienne commune française du département du Nord qui fait partie de la ville de Cambrai depuis le 1er février 1971.

## Toponymie
De Morenceis en 1064, le nom de Morenchies apparaît dès 1260. Ce nom serait issu de Morenzo, nom propre roman et de iacus qui signifie habitation.

## Histoire
La seigneurie appartenait au chapitre Sainte-Croix de Cambrai. Un château nommé Beaufort ou Beaulieu, qui existait entre Morenchies et Cambrai, fut longtemps contesté entre le chapitre et le magistrat de Cambrai qui prétendait l'incorporer dans la banlieue. En 1393, l'évêque André de Luxembourg confirma le droit du chapitre.
Le 1er février 1971, la commune de Morenchies est rattachée à celle de Cambrai sous le régime de la fusion simple.
Maire de Morenchies de 1802 à 1807 : Pierre Vilette,.

## Héraldique
|  | Les armes de Morenchies se blasonnent ainsi : Coupé : au 1, d'azur à une croix de calvaire d'or, entrelacée d'une couronne d'épines du même ; au 2, de gueules à trois fleurs de lis d'or. |

## Démographie
| 1866 | 1872 | 1876 | 1881 | 1886 | 1891 | 1896 | 1901 | 1906 |
| ---- | ---- | ---- | ---- | ---- | ---- | ---- | ---- | ---- |
| 131  | 114  | 109  | 108  | 116  | 105  | 92   | 116  | 99   |

| 1911 | 1921 | 1926 | 1931 | 1936 | 1946 | 1954 | 1962 | 1968 |
| ---- | ---- | ---- | ---- | ---- | ---- | ---- | ---- | ---- |
| 113  | 126  | 97   | 88   | 100  | 92   | 99   | 76   | 52   |

## Culte
Le quartier de Morenchies dépend de la paroisse catholique Saint-Géry-Saint-Vaast de Cambrai et de l'église-relais de Neuville-Saint-Rémy.

## Lieux et monuments
- Château de Morenchies, siège de la Société hippique du Cambrésis
- Château de la Motte-Saint-Pierre, dit de la Motte Fénelon, construit vers 1850, aujourd'hui transformé en hôtel-restaurant avec parc arboré de 8 ha et jardins remarquables.

## Personnalités liées à la commune
- Paul Panhard, petit-fils du créateur de la firme du même nom, a résidé dans un château -détruit au cours de la Première Guerre mondiale- situé sur la commune après son mariage avec Louise Bonnel, la fille du maire de Morenchies, Léon Bonnel. Né à Versailles en 1881, Paul Panhard, ingénieur de formation, apporta de nombreux perfectionnements aux organes constitutifs des véhicules (boîtes de vitesses, moteur sans soupapes, visibilité panoramique...).